# Unterschnitt (Technik)

Profil des Zahns eines evolventenverzahnten Zahnrads mit Unterschnitt

Unterschnitt ist das ungewollte Wegschneiden eines Teils der Zahnflanke, das bei der Herstellung von Zahnrädern mit kleiner Zähnezahl durch Wälzfräsen oder Wälzhobeln vorkommt. Bei Herstellung von Verzahnungen durch Wälzstoßen kann Unterschnitt ebenfalls auftreten; die Bedingungen dort sind jedoch anders.
Unterschreitet die Zähnezahl eines Zahnrades die Grenzzähnezahl, schneiden der Wälzfräser oder das Stoßwerkzeug am Zahnfuß ein Stück der Evolvente weg, die für das kontinuierliche Abrollen des Gegenrades erforderlich sind. Der Zahn wird „untergraben“.
Das Vorliegen von Unterschnitt ermittelt man, indem man zeichnerisch oder rechnerisch feststellt, ob der Punkt des Übergangs von der Zahnfußkurve in die Evolvente oberhalb des Fußnutzkreises liegt. Der Fußnutzkreis ist der niedrigste Punkt auf der Zahnflanke, den das Gegenrad mit dem Zahnkopf berührt.
Die theoretische Grenzzähnezahl ist bei normalen Verzahnungen 17 Zähne, praktisch bedeutsam wird der Unterschnitt bei normalen Verzahnungen aber erst unter 14 Zähne.
Zur Vermeidung des Unterschnitts und der damit einhergehenden Schwächung des Zahnfußes wählt man für das Zahnrad eine positive Profilverschiebung. Dabei wird der benutzte Teil der Evolvente nach außen verschoben und der Zahnfuß wird breiter. Auch durch Vergrößerung des Schrägungswinkels der Verzahnung lässt sich der Unterschnitt vermeiden.